# Andrei Leonidowitsch Kostin

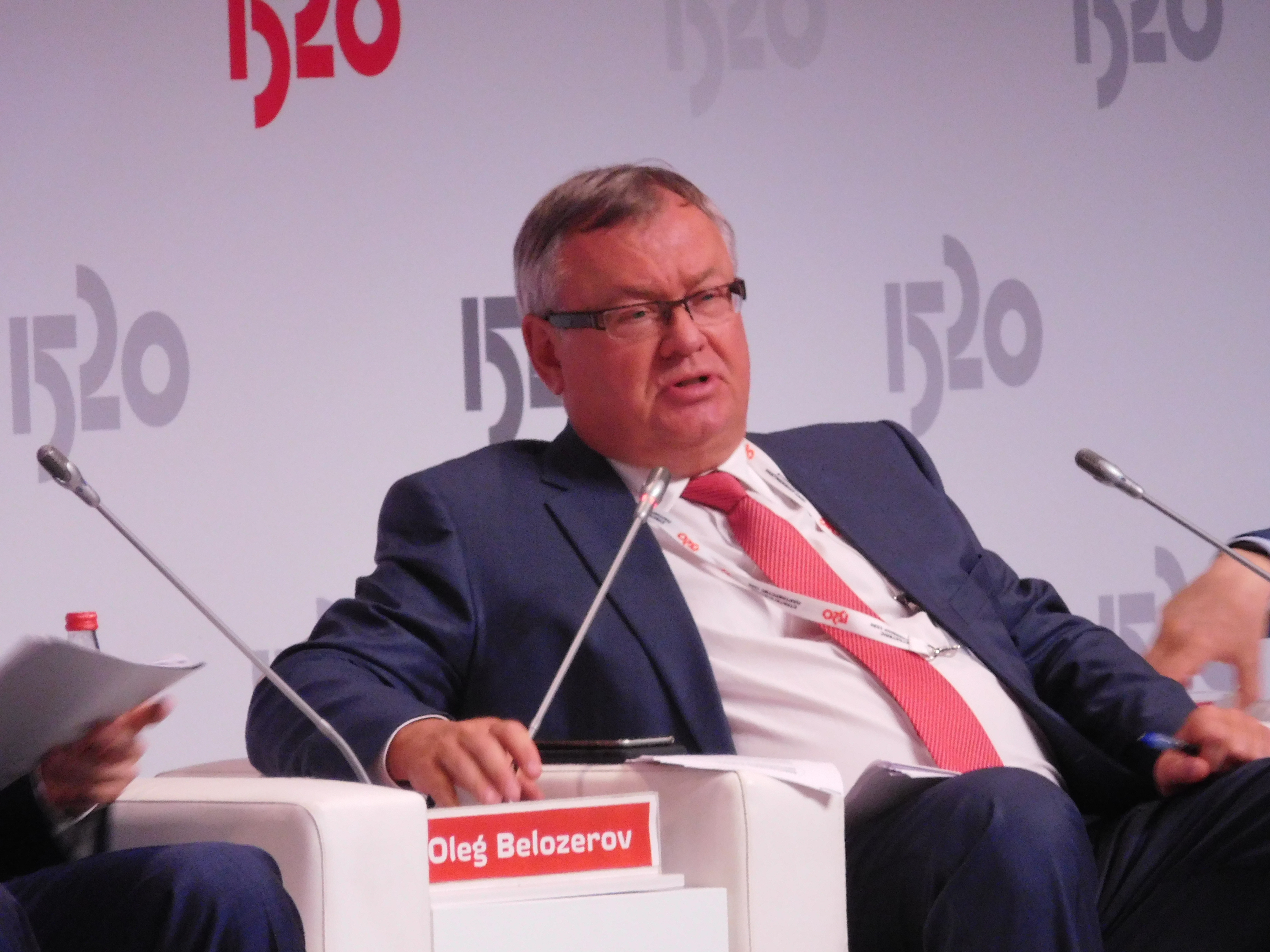
Andrei Kostin

Andrei Leonidowitsch Kostin (russisch Андре́й Леони́дович Ко́стин; * 21. September 1956 in Moskau, Sowjetunion) ist ein russischer Bankier, Investor, Präsident und zugleich Vorstandsvorsitzender des russischen Kreditinstituts VTB sowie Dekan der Graduate School of Management an der Staatlichen Universität Sankt-Petersburg (seit 2014).

## Werdegang
Kostin absolvierte 1979 ein Studium der Wirtschaftswissenschaften an der Lomonossow-Universität Moskau. Im selben Jahr trat er den diplomatischen Dienst im sowjetischen Außenministerium an. Zwischen 1979 und 1982 arbeitete Kostin im Generalkonsulat der UdSSR in Australien, von 1985 bis 1990 in der sowjetischen Botschaft im Vereinigten Königreich.
Von 1993 bis 1995 war Kostin als stellvertretender Abteilungsleiter der Auslandsinvestitionen der russischen „Imperial-Bank“ tätig, bevor er zum stellvertretenden Vorsitzenden der Nationalen Reservebank aufstieg.
Per Erlass des russischen Präsidenten Boris Jelzin wurde Kostin am 18. Oktober 1996 zum Vorsitzenden der staatlichen Außenhandelsbank Wneschekonombank ernannt. Zwei Jahre später nahm ihn das britische Magazin Worldlink in die Liste der 100 aussichtsreichsten Geschäftsleute und Politiker der Welt auf. Im Oktober 1999 wurde Kostin als Vorsitzender der Wneschekonombank für weitere drei Jahre bestätigt. Kurze Zeit später erhielt er für seinen Beitrag zur Entwicklung des russischen Banken- und Finanzsystems den Orden der Ehre.
Im Juni 2002 wurde Kostin zum Präsidenten und Vorstandsvorsitzenden der Wneschtorgbank (heute VTB) berufen. In dieser Position wurde er viermal nacheinander, zuletzt im April 2017 per Dekret des Ministerpräsidenten Dmitri Medwedew bis 2022 bestätigt.
Kostin ist Mitglied im Obersten Rat der regierenden Partei „Einiges Russland“. Für seine Verdienste wurde er mit dem Verdienstorden für das Vaterland der II, III und IV Klasse und dem französischen Ordre national du Merite ausgezeichnet.

## Sanktionen
Im April 2018 wurde Kostin auf eine Sanktionsliste der Vereinigten Staaten gesetzt. Im Februar 2022 wurde Kostin auf eine Sanktionsliste des Vereinigten Königreiches gesetzt. Am 23. Februar 2022 wurde Kostin auf eine Sanktionsliste der Europäischen Union gesetzt.

## Korruptionsvorwürfe
2019 deckte das Team des russischen Rechtsanwalts, politischen Aktivisten und Gründers der Nichtregierungsorganisation Fonds zur Bekämpfung der Korruption (russ. Фонд борьбы с коррупцией, kurz: FBK) Alexei Nawalny einen Korruptionsskandal auf, der aus der langjährigen Affäre Kostins mit der Fernsehmoderatorin und Journalistin Nailya Asker-zade (geb. 13. Dezember 1987, Baku, Aserbaidschan) resultierte. So nutze die Liebhaberin des Präsidenten der Staatsbank VTB seit 2018 auf Kosten des russischen Staates das Flugzeug "Bombardier Global 6000, T7-KLT", das früher einer Tochtergesellschaft der VTB gehörte, sowie eine 62 m lange Jacht. Heute gehöre der Jet einer Offshore-Gesellschaft, die mit der VTB scheinbar nichts zu tun hat. Und obwohl der Eigentümer der Jacht nicht ermittelt werden konnte, ist auch hier ein Offshore-Unternehmen involviert, da die Erstellung der Eigentumsdokumente anonym über eine Briefkastenfirma abgewickelt wurde. Das FBK-Team behauptet, eine Verbindung zwischen Asker-zade und der Benutzung des Jets festgestellt zu haben, indem es verschiedene Städte, in denen die Journalistin Interviews mit hochgestellten Persönlichkeiten (meist Politikern) geführt hatte, ihre Instagram-Fotos und alle Bewegungen des Fliegers miteinander in Zusammenhang gebracht habe. Nawalny und sein Team stellten fest, welche Flüge die Moderatorin mit dem Luxusjet unternahm. So flog sie allein 2019 nach Sotschi (12. Februar), London (1. März), Tansania (20. Juni), Nizza (13. Juli), Rom (22. August), Wladiwostok (3. September), Brüssel (19. September), St. Petersburg (8. Juni, 24. Juni, 24. September), Irkutsk (24. September), Paris (24. April, 4. Oktober), Jekaterinburg (7. Oktober), Tallinn (14. November) und Riga (15. November). Das Flugzeug koste etwa 60 Millionen US-Dollar (bzw. 3,9 Milliarden Rubel), wobei der FBK es nicht für ausgeschlossen hält, dass der Jet möglicherweise nur gemietet worden sei. Doch auch dann wären die Mietkosten mit der immensen Summe von 559.000 Rubel pro Stunde Flug zu veranschlagen. Da Asker-zade zwischen dem 4. August und 3. September 2019 mit der Maschine 16 Flüge mit einer Gesamtdauer von 51,5 Stunden unternommen habe, würden sich die Mietkosten monatlich auf 28,9 Millionen Rubel belaufen. Die 62 m lange Jacht mit dem Namen „Sea & Us“ habe zudem einen Wert von 62 Millionen Dollar (bzw. etwa 4 Milliarden Rubel). Um zu beweisen, dass sich Kostins Liebhaberin tatsächlich auf der Jacht befand, habe das Team um Nawalny Fotos der Jacht mit Fotos vom Instagram-Account von Asker-zade verglichen, auf denen verschiedene Details der Jacht zu sehen sind. All die genannten Geldsummen liegen deutlich oberhalb des Budgets der russischen Fernsehmoderatorin.
Außerdem hat die Untersuchung des FBK ergeben, dass laut dem einheitlichen staatlichen Register für Immobilien Nailya Asker-zade seit 2015 Eigentümerin von 53 Ar Grund und Boden und eines Hauses mit einer Fläche von 923 m² im Cottage-Dorf Shukowka-3 in Rubljowka bei Moskau ist. Diese Datscha koste mindestens 250 Millionen Rubel. Erwähnt werden auch zwei Wohnungen im Wohnkomplex „Nowaja Ostoshenka“ in Moskau, die Asker-zade 2011 und 2014 erworben hat. Die erste Wohnung (229 m² Wohnfläche) erhielt sie von Kirill Zimarin, dem Leiter eines Tochterunternehmens der VTB auf Zypern, zum Geschenk, während die zweite Wohnung (155 m² Wohnfläche) sie direkt von der VTB, der Vorbesitzerin, übernahm. Die Fernsehmoderatorin bestätigte in einem Interview mit dem Modemagazin "Tatler", dass sie Eigentümerin einer Wohnung in Moskau sei und betonte, dass diese groß sei. Kostin bediene sich, so Nawalny in seinem Videobeitrag, kolossaler Summen seiner Bank, die sich zu 60,9 % in Staatsbesitz befindet, um für seine Angebetete luxuriöse Immobilienobjekte zu erwerben. Jedenfalls geht aus dem Angeführten deutlich hervor, dass zahlreiche Hinweise, wenn nicht Belege, eines Korruptionsskandals vorliegen.

## Privates
Andrei Kostin wurde in die Familie von Leonid Aleksejewitsch Kostin (1922–2016), einem Mitglied des Zentralkomitees der KPdSU, hineingeboren.
Kostin ist verheiratet. Sein gleichnamiger Sohn arbeitete für die Deutsche Bank Moskau und starb am 2. Juli 2011 bei einem Quad-Unfall in der Oblast Jaroslawl. 2019 hat Kostin nach offiziellen Angaben der VTB Bank ein Enkelkind und drei Kinder.